# Страна (газета)
Страна — ежедневная, политическая, общественная и экономическая газета, выходившая в Санкт-Петербурге с 19 февраля 1906 года под редакцией профессора М. М. Ковалевского и профессора И. И. Иванюкова. После роспуска Государственной думы 9 июля 1906 года «Страна» была приостановлена на основании положения о чрезвычайной охране. С 18 июля вместо «Страны» выходила газета «Равенство» под редакцией профессора А. Г. Гусакова, закрытая градоначальником после 3-го номера. Восстановленная в августе сначала под редакцией Гусакова, а затем и прежних редакторов Ковалевского и Иванюкова, «Страна» была приостановлена 13 января 1907 года по определению Санкт-Петербургской судебной палаты за статью: «Новый рескрипт». Отдельные выпуски «Страны» неоднократно конфисковались, и редакторы подвергались судебному преследованию. Выпущенная вместо «Страны» газета «Телеграф», под редакцией И. З. Лорис-Меликова, приостановлена 18 февраля, на основании положении о чрезвычайной охране. «Страна» по своему направлению примыкала к Партии демократических реформ.